# Геринг, Христиан Фёдорович
Христиан Фёдорович Геринг (нем. Christian Gustav; 1746—1821) — русский военачальник, генерал-майор.
Принимал участие в шести военных кампаниях.

## Биография
Христиан Геринг родился в 1746 году в лютеранской семье. Отец — Геринг Федор Иванович, мать — Конрад Мария Елизавета.
Чины: 1758 год — капрал, 1767 год — штык-юнкер, 1787 год — майор артиллерии, 1796 год — полковник, 1797 год — бригадир, 1809 год — генерал-майор.
Получил ранение в Русско-турецкой войне 1787—1791 годов. В 1797 году вышел в отставку.
В 1802—1804 годах — предводитель дворянства Ораниенбаумского уезда. Владел усадьбой Лопухинка.
Христиан Фёдорович Геринг умер в 1821 году. Похоронен в Санкт-Петербурге на Волковом лютеранском кладбище.

### Семья
Был женат на Анне Осиповне Боттом (1762—1833).
В браке родились:
- Петр Христианович (1779—1819),
- Мария Христиановна (1783—1832),
- Анна Христиановна (1784—1858),
- Елена Христиановна (1790—1803),
- Екатерина Христиановна (1795—1874),
- Дарья Христиановна (1795—?),
- Павел Христианович (1799—1855),
- Николай Христианович (1800—?),
- Александр Христианович (1803—?).

## Награды
- Награждён орденом Св. Георгия 4-й степени (№ 1461; 15 декабря 1802).
- Также награждён другими орденами Российской империи, в числе которых орден Св. Владимира 4-й степени.